# Logan's Roadhouse

Logan's Roadhouse es una cadena estadounidense de restaurantes de comida informal con sede en Houston, Texas. Fundada en 1991 en Lexington, Kentucky, la compañía opera 135 ubicaciones en 22 estados de EE. UU.
La cadena se caracteriza por su decoración de estilo retro, y algunos de sus establecimientos incorporan elementos y obras de arte inspirados en la localidad. Por ejemplo, en la zona de Detroit, algunos restaurantes Logan's Roadhouse cuentan con murales de personas vistiendo camisetas de los Detroit Pistons.
El menú incluye filetes a la parrilla con mezquite, además de una variedad de platos tradicionales estadounidenses, como sándwiches, sopas, ensaladas y mariscos. También ofrece cerveza fría de cuello largo y panecillos de levadura caseros.

## Historia
En 1999, Logan's Roadhouse se convirtió en una subsidiaria de propiedad total del grupo CBRL, la empresa matriz de Cracker Barrel. Sin embargo, el 6 de diciembre de 2006, CBRL Group vendió la cadena a las firmas Bruckmann, Rosser, Sherrill & Co., Canyon Capital Advisors LLC y Black Canyon Capital LLC por 486 millones de dólares. 
En 2010, la firma de inversión privada Kelso & Company adquirió la empresa. Posteriormente, el 20 de febrero de 2013, Mike Andres, exvicepresidente de McDonald's y ex director ejecutivo de Boston Market, reemplazó a Tom Vogel como director ejecutivo. Más tarde, el 12 de enero de 2017, Hazem Ouf, ex director ejecutivo de American Blue Ribbon Holdings, asumió el cargo de presidente y director ejecutivo. 
El 8 de agosto de 2016, Logan's Roadhouse se declaró en bancarrota y anunció el cierre de 18 de sus 256 ubicaciones debido a dificultades financieras causadas por una deuda elevada y la caída en las ventas. Entre los restaurantes cerrados a finales de septiembre de 2016 se incluyeron varios en Florida (dos en Kissimmee y Orlando, y uno en Mary Esther, Tampa y Tallahassee), así como en Macon (Georgia), Houston (Texas), Lafayette (Luisiana) y Waynesboro (Virginia). Finalmente, el 1 de diciembre de 2016, la empresa salió formalmente de la bancarrota, reduciendo su deuda de aproximadamente 400 millones a 100 millones de dólares.   

El 1 de noviembre de 2018, Logan's Roadhouse fue adquirida por CraftWorks Restaurants & Breweries. Sin embargo, el 3 de marzo de 2020, CraftWorks solicitó protección por bancarrota bajo el Capítulo 11. Poco después, el 19 de marzo de 2020, todas las ubicaciones de Logan's Roadhouse cerraron temporalmente debido a la pandemia de COVID-19. El 4 de abril de 2020, CraftWorks anunció que todos los restaurantes Logan's permanecerían cerrados indefinidamente y que los 18,000 empleados de la cadena serían despedidos. 

Finalmente, el 12 de junio de 2020, SPB Hospitality adquirió los restaurantes de CraftWorks por 93 millones de dólares, rescatando así a Logan's Roadhouse de la bancarrota.